# 大衛·克里斯欽
大衛‧吉爾伯‧克里斯欽（英語：David Gilbert Christian，1946年6月30日—）是俄羅斯歷史的歷史學家和學者，他以教導和推動新歷史的大歷史而著稱。

## 生平
克里斯欽於1989年開始教授第一門課程，該課程使用多學科方法在科學，社會科學和人文學科的不同專業學者的幫助下，研究了從宇宙大爆炸到現在的歷史。該課程根據宇宙，地質和生物學歷史描述了人類歷史。他被稱為創造「大歷史」一詞，並擔任國際大歷史協會主席。克里斯欽最暢銷的教學公司課程名為“大歷史”引起了慈善家比爾·蓋茨的注意，他親自資助克里斯蒂安為製定一項計劃，為全世界的高中生提供課程。

## 著作
- 《Maps of Time：An Introduction to Big History》。中譯本：《Big History大歷史：跨越130億年時空，打破知識藩籬的時間旅圖》，拾已安、王若馨 譯，聯經出版（2018）ISBN 9789570851625。